# Хамидијски покољи
Хамидијски покољи (јерм. Համիդյան ջարդեր, тур. Hamidiye Katliamı), познато још и као Покољи над Јерменима 1894—1896. или Велики покољи, били су покољи над Јерменима и Асирцима у Османском царству средином деведесетих година 19. вијека, процјене жртава се креће у распону од 80.000 до 300.000, што је за резултат имало око 50.000 дјеце без родитељског старања. Покољи су добили име по султану Абдулу Хамиду II, који је у својим напорима да ојача интегритет Османског царства  панисламизам прогласио државном идеологијом. Иако су покољи углавном спровођени над јерменским становништвом, претворили су се у антихришћански погром у неким случајевима, као у вијалету Дијарбакир, гдје је убијено око 25.000 Асираца. Као главни извршиоци злочина означене су паравојне формације Хамидије које је основао лично султан Абдул Хамид.
Покољи су почели са инцидентима у унутрашњости Османског царства 1894. године, стекли су пун обим у периоду 1894—1896. године, а 1897. су злочини изгубили на снази, након што је дошло до међунардно осуде и вршења притиска на Абдул Хамида. Иако су Османлије претходно потиснуле друге побуне, најоштрије мјере су биле усмјерене против јерменске заједнице. Није прављена разлику између пола и узраста и над свима су спровођени брутални злочини. Све се то догађало у тренутку када се телеграфом вијест могла раширити широм свијета и из тога разлога покољи су добили добру медијску покривеност у Сједињеним Државама и западној Европи.